# Clostridium piliforme
Clostridium piliforme ist ein sporenbildendes Bakterium aus der Gattung der Clostridien. Es wurde 1917 durch Ernest Edward Tyzzer (1875–1965) als Erreger einer tödlichen Erkrankung bei Mäusen entdeckt und als Bacillus piliformis klassifiziert. Aufgrund molekularbiologischer Befunde wurde 1993 vorgeschlagen, es den Clostridien zuzuordnen. Die durch Clostridium piliforme hervorgerufene Erkrankung wird nach dem Erstbeschreiber Tyzzer’s Disease genannt und befällt vor allem Nagetiere, aber auch andere Säugetiere. Ein Einzelfall ist auch beim Menschen beschrieben.
Clostridium piliforme ist ein obligat intrazellulär lebendes Bakterium und kann daher nicht in zellfreien Medien angezüchtet werden. Der Nachweis des Erregers kann durch Immunfluoreszenz, ELISA, Western Blot oder PCR erfolgen.